# Chingański Północny Oddział Ochronny
Chingański Północny Oddział Ochronny (ros. Хинганский северный охранный отряд) - jednostka wojskowa złożona z Buriatów i Mongołów w Mandżukuo w latach 30. XX w.
Po utworzeniu na obszarze Mandżurii marionetkowego państwa Mandżukuo w 1932 r., Japończycy zwrócili uwagę na zamieszkujących jego terytorium Buriatów i Mongołów. W lutym 1933 r. Urżin G. Garmajew, b. oficer sztabu antybolszewickich wojsk atamana gen. Grigorija M. Siemionowa z okresu rosyjskiej wojny domowej, został wezwany do Hailaru, gdzie miejscowy gubernator i japoński wyższy oficer polecili mu sformować w Prowincji Północno-Chingańskiej oddziały wojskowe złożone z buriackich i mongolskich imigrantów. Po uzyskaniu zgody Ministerstwo Wojny Mandżukuo mianowało U. G. Garmajewa dowódcą tych oddziałów w stopniu pułkownika (później generała majora). We wrześniu 1933 r. została przeprowadzona mobilizacja młodych Buriatów i Mongołów w wieku od 20 do 35 lat. Do listopada utworzono dwa pułki kawalerii i pułk ochrony kolejowej. Dowództwo stacjonowało w Hailarze. Jesienią 1934 r. jeden z pułków kawalerii przeniesiono nad granicę z ZSRR w celu jej ochrony. Drugi pułk kawalerii ochraniał granicę z Mongolską Republiką Ludową. Natomiast pułk ochrony kolejowej patrolował linię kolejową od stacji Mandżuria do Hailaru. Do sztabu byli przydzieleni 2 japońscy doradcy wojskowi. Oddziały gen. U. G. Garmajewa zwalczały sowieckich i mongolskich zwiadowców oraz działały przeciwko chińskim partyzantom. W czerwcu 1939 r. zostały one połączone w Chingański Północny Oddział Ochronny, po czym wzięły udział od samego początku w walkach z Armią Czerwoną nad Chałchin-Goł. 4 lipca podczas ciężkich walk u podnóża Góry Bain-Cagan na lewym brzegu rzeki Chałchin-Goł 1 Pułk Kawalerii został prawie całkowicie rozbity ogniem artylerii i bombardowaniem z powietrza. Resztki zostały przeniesione do ochrony prawej flanki wojsk japońskich. Sowieckie samoloty zrzucały ulotki mówiące, aby żołnierze oddziału nie podnosili broni na swoich współbraci po drugiej stronie frontu. W tej sytuacji zaczęło dochodzić do dezercji i bratania się z żołnierzami 6 Dywizji Kawalerii Mongolskiej Republiki Ludowej, w dużej części złożonej z Buriatów. 20 sierpnia, po intensywnym bombardowaniu z powietrza i zniszczeniu dział samodzielnej kompanii artylerii, oddziały mongolskiej 6 Dywizji Kawalerii oraz sowieckich 7 Brygady Zmechanizowanej, 6 Brygady Pancernej i 11 Brygady Pancernej przerwały obronę Chingańskiego Północnego Oddziału Ochronnego. Sztab gen. U. G. Garmejewa, liczący ok. 30 ludzi, znalazł się w okrążeniu. Japoński doradca nakazał dokonać samobójstwa, ale ostatecznie zrezygnował z tego. Sztabowi udało się na ciężarówce przedrzeć do japońskich pozycji. Japończycy przydzielili resztkom oddziału gen. U. G. Garmejewa ochronę japońskiego szpitala polowego. Po zakończeniu działań wojennych Chingański Północny Oddział Ochronny nie został już odtworzony. Jesienią 1940 r. gen. I. G. Garmajew został dowódcą X Okręgu Wojskowego Mandżukuo.